# Dany Garcia

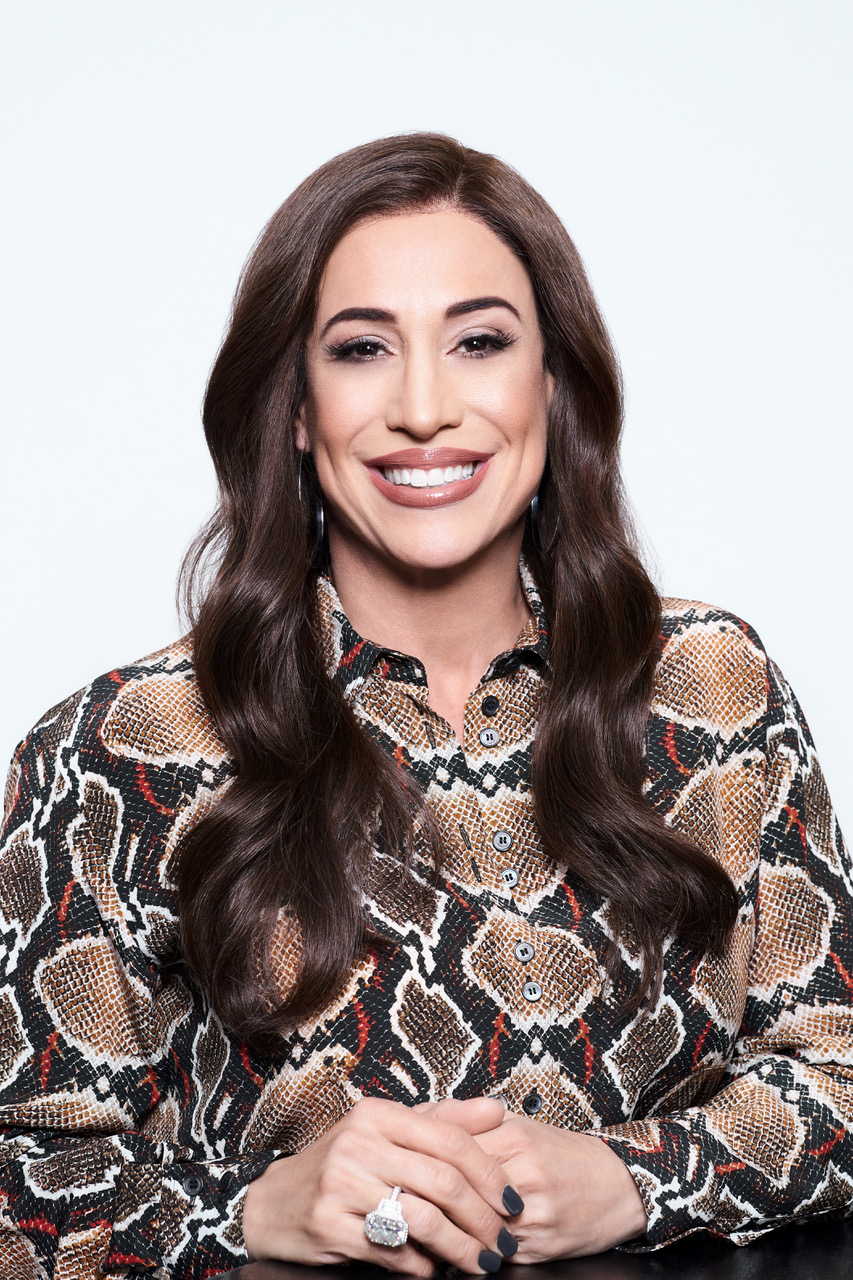
Dany Garcia (2020)

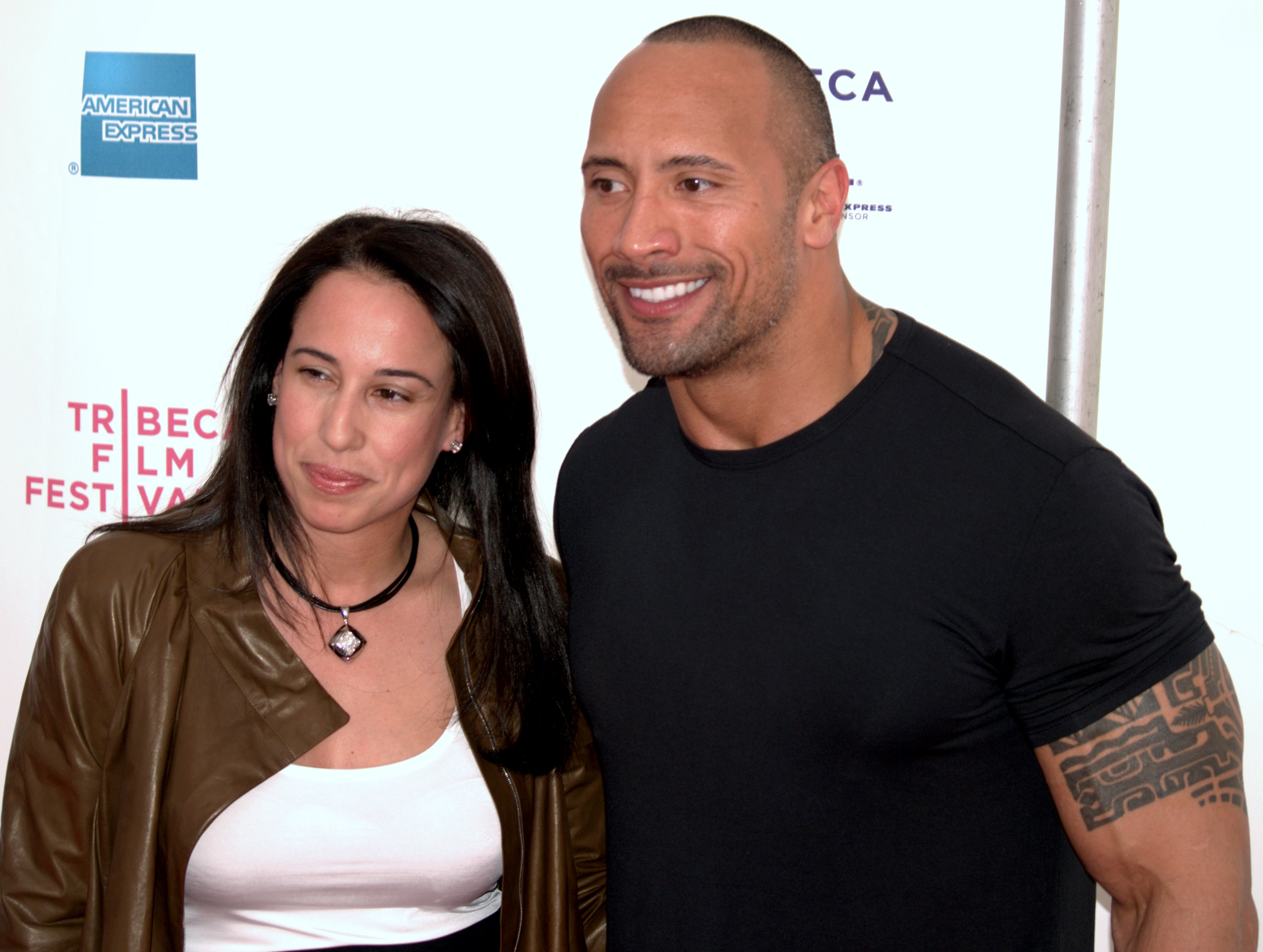
Dany Garcia mit Dwayne Johnson beim Tribeca Film Festival 2009

Dany Garcia (* 29. November 1968 in Belleville, New Jersey oder Miami, Florida) ist eine US-amerikanische Filmproduzentin.

## Werdegang
Garcia ist Tochter kubanischer Immigranten und wuchs in New Jersey auf. Sie machte 1992 ihren Bachelor-Abschluss in International Marketing and Finance an der University of Miami.
Garcia produziert viele Filme für oder mit ihrem ehemaligen Ehemann Dwayne Johnson, dessen Managerin sie auch ist. Beide waren von 1997 bis 2008 verheiratet; aus der Ehe ging die gemeinsame Tochter Simone (* 2001) hervor. Derzeit ist Garcia mit dem Bodybuilder Dave Rienzi verheiratet. Ihr Bruder Hiram Garcia ist ebenfalls als Produzent bei vielen Filmen beteiligt.
Garcia und Johnson gründeten 2012 die Produktionsfirma Seven Bucks Productions, die seitdem weiterhin Filme mit Johnson produziert hat. Des Weiteren kauften sie im Jahre 2020 die XFL.

## Filmografie (Auswahl)
Als Produzentin
- 2013: Snitch – Ein riskanter Deal (Snitch)
- 2019: Fighting with My Family
- 2019: Jumanji: The Next Level
- 2021: Jungle Cruise
- 2022: DC League of Super-Pets
- 2022: Black Adam
- 2024: Red One – Alarmstufe Weihnachten (Red One)

Als Executive Producerin
- 2014: Wake Up Call (Fernsehserie)
- 2017: Baywatch
- 2017: Jumanji: Willkommen im Dschungel (Jumanji: Welcome to the Jungle)
- 2017: Lifeline (Fernsehserie)
- 2018: Rampage – Big Meets Bigger (Rampage)
- 2018: Skyscraper
- 2018: Ballers (Fernsehserie)
- 2019: Shazam!
- 2019: Fast & Furious: Hobbs & Shaw (Fast & Furious Presents: Hobbs & Shaw)
- 2019: The Titan Games (Fernsehserie)
- seit 2021: Young Rock (Fernsehserie)